# Distretto di Włodawa
Il distretto di Włodawa (in polacco powiat włodawski) è un distretto polacco appartenente al voivodato di Lublino.

## Geografia antropica

### Suddivisioni amministrative
Il distretto comprende 8 comuni.
- Comuni urbani: Włodawa
- Comuni rurali: Hanna, Hańsk, Stary Brus, Urszulin, Włodawa, Wola Uhruska, Wyryki